# Técnicas de ingeniería genética
Las técnicas de ingeniería genética permiten modificar los genomas de animales y plantas. Se han ideado técnicas para insertar, eliminar y modificar el ADN a múltiples niveles, desde un par de bases específico en un gen concreto hasta genes enteros. Hay una serie de pasos que se siguen antes de crear un organismo modificado genéticamente (OMG). En primer lugar, los ingenieros genéticos deben elegir qué gen desean insertar, modificar o eliminar. A continuación, deben aislar el gen e incorporarlo, junto con otros elementos genéticos, a un vector adecuado. Este vector se utiliza entonces para insertar el gen en el genoma del huésped, creando un organismo transgénico o editado.
La capacidad de diseñar organismos genéticamente se basa en años de investigación y descubrimientos sobre la función y manipulación de los genes. Entre los avances más importantes figuran el descubrimiento de enzimas de restricción, ligasas de ADN y el desarrollo de secuenciación y reacción en cadena de la polimerasa.
Los genes añadidos suelen ir acompañados de regiones promotoras y terminadoras, así como de un gen marcador seleccionable. El propio gen añadido puede modificarse para que se exprese con mayor eficacia. A continuación, el vector se inserta en el genoma del organismo huésped. En el caso de los animales, el gen suele insertarse en células madre embrionarias, mientras que en las plantas puede insertarse en cualquier tejido que pueda cultivarse hasta convertirse en una planta completamente desarrollada.
Se realizan pruebas en el organismo modificado para garantizar una integración, herencia y expresión estables. Los descendientes de la primera generación son heterocigóticos, por lo que es necesario cruzarlos para crear el patrón homocigótico necesario para una herencia estable. La homocigosis debe confirmarse en los ejemplares de segunda generación.
Las primeras técnicas insertaban los genes al azar en el genoma. Los avances permiten dirigirlos a lugares específicos, lo que reduce los efectos secundarios no deseados. Las primeras técnicas se basaban en meganucleasas y nucleasas con dedos de zinc . Desde 2009 se han desarrollado sistemas más precisos y fáciles de implementar. Las nucleasas efectoras similares a activadores de transcripción (TALEN) y el sistema Cas9-guideRNA (adaptado de CRISPR ) son los dos más comunes.

## Historia
Muchos descubrimientos y avances diferentes condujeron al desarrollo de la ingeniería genética. La manipulación genética dirigida por el hombre comenzó con la domesticación de plantas y animales mediante selección artificial en torno al año 12.000 a. C.:1  Se desarrollaron varias técnicas para ayudar en la cría y la selección. La hibridación era una forma de introducir cambios rápidos en la composición genética de un organismo. Lo más probable es que la hibridación de cultivos se produjera por primera vez cuando los humanos empezaron a cultivar individuos genéticamente distintos de especies emparentadas muy cerca unos de otros.: 32 Algunas plantas pudieron propagarse por clonación vegetativa.: 31 La herencia genética fue descubierta por primera vez por Gregor Mendel en 1865, tras realizar experimentos cruzando guisantes. En 1928, Frederick Griffith demostró la existencia de un "principio transformador" involucrado en la herencia, que fue identificado como ADN en 1944 por Oswald Avery, Colin MacLeod y Maclyn McCarty . Frederick Sanger desarrolló un método para secuenciar el ADN en 1977, lo que incrementó enormemente la información genética disponible para los investigadores.
Tras descubrir la existencia y propiedades del ADN, hubo que desarrollar herramientas que permitieran manipularlo. En 1970, el laboratorio de Hamilton Smith descubrió las enzimas de restricción, que permitían a los científicos aislar genes del genoma de un organismo. Las ligasas de ADN, que unen el ADN roto, se habían descubierto antes, en 1967. La combinación de ambas enzimas permitió "cortar y pegar" secuencias de ADN para crear ADN recombinante. Los plásmidos, descubiertos en 1952, se convirtieron en herramientas importantes para transferir información entre células y replicar secuencias de ADN. La reacción en cadena de la polimerasa (PCR), desarrollada por Kary Mullis en 1983, permitió amplificar (replicar) pequeñas secciones de ADN y facilitó la identificación y el aislamiento de material genético.
Además de manipular el ADN, había que desarrollar técnicas para su inserción en el genoma de un organismo. El experimento de Griffith ya había demostrado que algunas bacterias tenían la capacidad de captar y expresar ADN extraño de forma natural.  En 1970 se indujo la competencia artificial en Escherichia coli tratándolas con una solución de cloruro cálcico (CaCl2). La transformación mediante electroporación se desarrolló a fines de la década de 1980, aumentando la eficacia y el alcance bacteriano. En 1907 se había descubierto una bacteria que causaba tumores en las plantas, Agrobacterium tumefaciens. A principios de los años 70 se descubrió que esta bacteria insertaba su ADN en las plantas utilizando un plásmido Ti. Al eliminar los genes del plásmido que causaban el tumor y añadir genes nuevos, los investigadores pudieron infectar las plantas con A. tumefaciens y dejar que la bacteria insertara el ADN que habían elegido en los genomas de las plantas.

## Elección de genes diana
El primer paso consiste en identificar el gen o genes diana que se insertarán en el organismo huésped. Esto depende del objetivo del organismo resultante. En algunos casos sólo se ven afectados uno o dos genes. Para objetivos más complejos pueden estar implicadas vías biosintéticas enteras en las que intervienen múltiples genes. Una vez encontrados, los genes y otra información genética de una amplia gama de organismos pueden insertarse en bacterias para su almacenamiento y modificación, creando bacterias modificadas genéticamente en el proceso. Las bacterias son baratas, fáciles de cultivar, clonales, se multiplican rápidamente, relativamente fáciles de transformar y pueden almacenarse a -80 °C casi indefinidamente. Una vez aislado un gen, puede almacenarse en el interior de la bacteria, lo que proporciona un suministro ilimitado para la investigación.
Se pueden realizar cribas genéticas para determinar genes potenciales, seguidas de otras pruebas que identifiquen a los mejores candidatos. Una criba sencilla consiste en mutar aleatoriamente el ADN con sustancias químicas o radiaciones y luego seleccionar los que presentan el rasgo deseado. Para los organismos en los que la mutación no resulta práctica, los científicos buscan en su lugar individuos de la población que presenten la característica a través de mutaciones que se producen de forma natural. Los procesos que analizan un fenotipo e intentan identificar el gen responsable se denominan genética directa. A continuación hay que localizar el gen comparando la herencia del fenotipo con marcadores genéticos conocidos. Es probable que los genes cercanos se hereden juntos.
Otra opción es la genética inversa. Este enfoque consiste en atacar a un gen específico con una mutación y luego observar qué fenotipo se desarrolla. La mutación puede diseñarse para inactivar el gen o solo permitir que se active bajo ciertas condiciones. Las mutaciones condicionales son útiles para identificar genes que normalmente son letales si no funcionan. Como los genes con funciones similares comparten secuencias similares ( homólogas ), es posible predecir la función probable de un gen comparando su secuencia con la de genes bien estudiados de organismos modelo. El desarrollo de micromatrices, transcriptomas y la secuenciación del genoma ha facilitado mucho la búsqueda de genes deseables.
La bacteria Bacillus thuringiensis se descubrió por primera vez en 1901 como agente causante de la muerte de gusanos de seda. Debido a estas propiedades insecticidas, la bacteria se utilizó como insecticida biológico, desarrollado comercialmente en 1938. En 1956 se descubrieron las proteínas cry que proporcionan la actividad insecticida, y en la década de 1980 los científicos habían clonado con éxito el gen que codifica esta proteína y lo habían expresado en plantas. El gen que proporciona resistencia al herbicida glifosato se encontró tras siete años de búsqueda en bacterias que vivían en el tubo de desagüe de una planta de fabricación de RoundUp de Monsanto. En los animales, la mayoría de los genes utilizados son genes de la hormona del crecimiento.

## Manipulación de genes
Todos los procesos de ingeniería genética implican la modificación del ADN. Tradicionalmente, el ADN se aislaba de las células de los organismos. Más tarde, los genes pasaron a clonarse a partir de un segmento de ADN tras la creación de una biblioteca de ADN o sintetizarse artificialmente. Una vez aislados, se añaden elementos genéticos adicionales al gen para permitir su expresión en el organismo huésped y ayudar a la selección.

### Extracción a partir de células
En primer lugar, la célula debe abrirse suavemente para exponer el ADN sin dañarlo demasiado. Los métodos utilizados varían en función del tipo de célula. Una vez abierta, hay que separar el ADN de los demás componentes celulares. Una célula rota contiene proteínas y otros restos celulares. Mezclando con fenol y/o cloroformo, seguido de centrifugación, los ácidos nucleicos pueden separarse de estos restos en una fase acuosa superior. Esta fase acuosa puede eliminarse y purificarse aún más si es necesario repitiendo los pasos de fenol-cloroformo. A continuación, los ácidos nucleicos pueden precipitarse de la solución acuosa con etanol o isopropanol. Cualquier ARN puede eliminarse agregando una ribonucleasa que lo degrade. Muchas empresas venden ahora kits que simplifican el proceso.

### Aislamiento de genes
El gen que los investigadores pretenden modificar (conocido como gen de interés) debe separarse del ADN extraído. Si no se conoce la secuencia, un método habitual es romper el ADN con un método de digestión aleatoria. Para ello se suelen utilizar enzimas de restricción (enzimas que cortan el ADN). Una digestión de restricción parcial corta sólo algunos de los sitios de restricción, lo que da lugar a segmentos de fragmentos de ADN superpuestos. Los fragmentos de ADN se introducen en vectores plasmídicos individuales y se cultivan dentro de bacterias. Una vez en la bacteria, el plásmido se copia a medida que la bacteria se divide. Para determinar si un gen útil está presente en un fragmento concreto, se analiza la biblioteca de ADN en busca del fenotipo deseado. Si se detecta el fenotipo, es posible que la bacteria contenga el gen diana.
Si el gen no tiene un fenotipo detectable o una biblioteca de ADN no contiene el gen correcto, deben utilizarse otros métodos para aislarlo. Si la posición del gen puede determinarse mediante marcadores moleculares, una forma de aislar el fragmento de ADN correcto es realizar un recorrido cromosómico. Si el gen expresa una homología cercana a un gen conocido de otra especie, entonces podría aislarse buscando genes en la biblioteca que coincidan estrechamente con el gen conocido.
Para secuencias de ADN conocidas, pueden utilizarse enzimas de restricción que cortan el ADN a ambos lados del gen. A continuación, la electroforesis en gel clasifica los fragmentos en función de su longitud. Algunos geles pueden separar secuencias que difieren en un solo par de bases. El ADN se puede visualizar tiñéndolo con bromuro de etidio y fotografiándolo bajo luz ultravioleta.  Se puede colocar un marcador con fragmentos de longitudes conocidas junto al ADN para estimar el tamaño de cada banda. La banda de ADN del tamaño correcto debe contener el gen, donde se puede eliminar del gel. : 40–41 Otra técnica para aislar genes de secuencias conocidas es la reacción en cadena de la polimerasa (PCR). La PCR es una potente herramienta que puede amplificar una secuencia determinada, que luego puede aislarse mediante electroforesis en gel. Su eficacia disminuye con genes más grandes y tiene el potencial de introducir errores en la secuencia.
Es posible sintetizar genes artificialmente. Algunas secuencias sintéticas están disponibles en el mercado, lo que permite prescindir de muchos de estos primeros pasos.

### Modificación
El gen que se va a insertar debe combinarse con otros elementos genéticos para que funcione correctamente. El gen puede modificarse en esta fase para mejorar su expresión o eficacia. Además del gen que se va a insertar, la mayoría de las construcciones contienen una región promotora y terminadora, así como un gen marcador seleccionable. La región promotora inicia la transcripción del gen y puede utilizarse para controlar la localización y el nivel de expresión del gen, mientras que la región terminadora finaliza la transcripción. Un marcador seleccionable, que en la mayoría de los casos confiere resistencia a los antibióticos al organismo en el que se expresa, se utiliza para determinar qué células se transforman con el nuevo gen. Las construcciones se realizan mediante técnicas de ADN recombinante, como digestiones de restricción, ligaciones y clonación molecular.

## Insertar ADN en el genoma del huésped
Una vez construido el gen, debe integrarse de forma estable en el genoma del organismo objetivo o existir como ADN extracromosómico. Existen varias técnicas para insertar el gen en el genoma del huésped y varían en función del tipo de organismo objetivo. En los eucariotas pluricelulares, si el transgén se incorpora a las células de la línea germinal del huésped, la célula huésped resultante puede transmitir el transgén a su progenie. Si el transgén se incorpora a las células somáticas, el transgén no puede heredarse.

### Transformación

La transformación bacteriana consiste en trasladar un gen de una bacteria a otra. Se integra en el plásmido receptor y puede ser expresado por el nuevo huésped.

La transformación es la alteración directa de los componentes genéticos de una célula mediante el paso del material genético a través de la membrana celular. Aproximadamente el 1% de las bacterias son capaces por naturaleza de captar ADN extraño, pero esta capacidad puede inducirse en otras bacterias. El estrés de las bacterias con un choque térmico o la electroporación puede hacer que la membrana celular sea permeable al ADN que luego puede incorporarse al genoma o existir como ADN extracromosómico. Por lo general, las células se incuban en una solución que contiene cationes divalentes (a menudo, cloruro de calcio ) en condiciones de frío, antes de exponerlas a un pulso de calor (choque térmico). El cloruro de calcio rompe parcialmente la membrana celular, lo que permite que el ADN recombinante entre en la célula huésped. Se sugiere que la exposición de las células a cationes divalentes en condiciones de frío puede cambiar o debilitar la estructura de la superficie celular, haciéndola más permeable al ADN. Se cree que el pulso de calor crea un desequilibrio térmico a través de la membrana celular, lo que obliga al ADN a entrar en las células a través de los poros celulares o de la pared celular dañada. La electroporación es otro método para promover la competencia. En este método, las células reciben una breve descarga con un campo eléctrico de 10-20 kV/cm, que se cree que crea agujeros en la membrana celular a través de los cuales puede entrar el ADN plasmídico. Tras la descarga eléctrica, los agujeros se cierran rápidamente gracias a los mecanismos de reparación de la membrana celular. El ADN captado puede integrarse en el genoma bacteriano o, lo que es más habitual, existir como ADN extracromosómico.

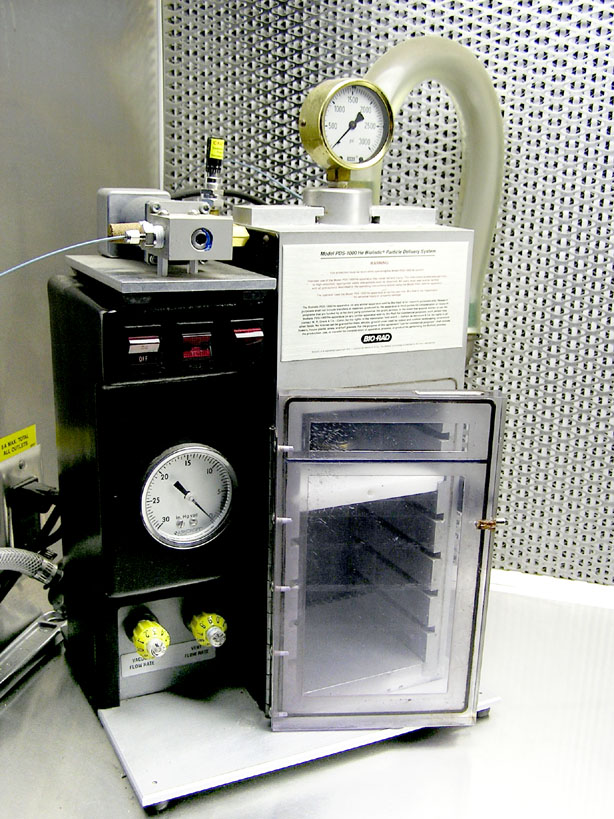
Una pistola de genes utiliza la biolística para insertar ADN en el tejido vegetal

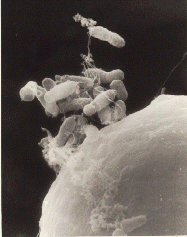
A. tumefaciens adhiriéndose a una célula de zanahoria

En las plantas, el ADN suele insertase mediante recombinación mediada por Agrobacterium, aprovechando la secuencia de ADN-T de Agrobacterium que permite la inserción natural de material genético en las células vegetales. El tejido vegetal se corta en trozos pequeños y se sumerge en un líquido que contiene Agrobacterium en suspensión. La bacteria se adhiere a muchas de las células vegetales expuestas por los cortes. La bacteria usa la conjugación para transferir un segmento de ADN llamado ADN-T desde su plásmido a la planta. El ADN transferido se dirige al núcleo de la célula vegetal y se integra en el ADN genómico de la planta huésped. El ADN-T del plásmido se integra de forma semialeatoria en el genoma de la célula huésped.
Modificando el plásmido para que exprese el gen de interés, los investigadores pueden insertar el gen elegido de forma estable en el genoma de la planta. Las únicas partes esenciales del ADN-T son sus dos pequeñas repeticiones de borde (25 pares de bases), al menos una de las cuales es necesaria para la transformación de la planta. Los genes que se van a introducir en la planta se clonan en un vector de transformación de plantas que contiene la región de ADN-T del plásmido. Un método alternativo es la agroinfiltración.
Otro método utilizado para transformar células vegetales es la biolística, en la que se recubren partículas de oro o tungsteno con ADN y se inyectan en células vegetales jóvenes o embriones de plantas. Parte del material genético entra en las células y las transforma. Este método puede utilizarse en plantas que no son susceptibles a la infección por Agrobacterium y también permite la transformación de los plástidos de las plantas. Las células vegetales también pueden transformarse mediante electroporación, que utiliza una descarga eléctrica para hacer que la membrana celular sea permeable al ADN plasmídico. Debido al daño causado a las células y al ADN, la eficacia de transformación de la biolística y la electroporación es menor que la de la transformación agrobacteriana.

### Transfección
La transformación tiene un significado diferente en relación con los animales, ya que indica la progresión a un estado canceroso, por lo que el proceso utilizado para insertar ADN extraño en células animales suele denominarse transfección. Hay muchas formas de introducir directamente ADN en células animales in vitro. A menudo, estas células son células madre que se utilizan para la terapia génica. Los métodos basados en sustancias químicas utilizan compuestos naturales o sintéticos para formar partículas que facilitan la transferencia de genes a las células. Estos vectores sintéticos tienen la capacidad de unir ADN y dar cabida a grandes transferencias genéticas. Uno de los métodos más sencillos consiste en utilizar fosfato de calcio para unir el ADN y luego exponerlo a células cultivadas. La solución, junto con el ADN, es encapsulada por las células. Los liposomas y los polímeros pueden utilizarse como vectores para introducir el ADN en células animales cultivadas. Los liposomas cargados positivamente se unen al ADN, mientras que pueden diseñarse polímeros que interactúen con el ADN. Forman lipoplejos y poliplejos, respectivamente, que son absorbidos por las células. Otras técnicas son la electroporación y la biolística. En algunos casos, las células transfectadas pueden integrar de forma estable el ADN externo en su propio genoma; este proceso se conoce como transfección estable.
Para crear animales transgénicos, el ADN debe insertarse en embriones u óvulos viables. Para ello se suele utilizar la microinyección, en la que el ADN se inyecta a través de la envoltura nuclear de la célula directamente en el núcleo. Los óvulos fecundados superovulados se recogen en la fase unicelular y se cultivan in vitro. Cuando los pronúcleos de la cabeza del espermatozoide y del óvulo son visibles a través del protoplasma, el material genético se inyecta en uno de ellos. A continuación, el ovocito se implanta en el oviducto de un animal pseudoembarazado. Otro método es la transferencia genética mediada por células madre embrionarias. El gen se transfecta en células madre embrionarias y luego se insertan en blastocitos de ratón que se implantan en madres adoptivas. La descendencia resultante es quimérica, y el apareamiento posterior puede producir ratones totalmente transgénicos con el gen de interés.

### Transducción
La transducción es el proceso por el que un virus o vector viral introduce ADN extraño en una célula. Los virus modificados genéticamente pueden utilizarse como vectores virales para transferir genes diana a otro organismo en terapia génica. Primero se eliminan del virus los genes virulentos y se insertan en su lugar los genes diana. Las secuencias que permiten al virus insertar los genes en el organismo huésped deben permanecer intactas. Los vectores virales más populares se desarrollan a partir de retrovirus o adenovirus. Otros virus utilizados como vectores son los lentivirus, los virus de la viruela y los virus del herpes. El tipo de virus utilizado dependerá de las células objetivo y de si el ADN debe alterarse de forma permanente o temporal.

### Regeneración
Como a menudo sólo se transforma una única célula con material genético, el organismo debe regenerarse a partir de esa única célula. En las plantas, esto se consigue mediante el cultivo de tejidos. Cada especie vegetal tiene requisitos diferentes para que la regeneración tenga éxito. Si tiene éxito, la técnica produce una planta adulta que contiene el transgén en cada célula. En los animales es necesario asegurarse de que el ADN insertado está presente en las células madre embrionarias. La descendencia puede ser examinada para detectar el gen. Todos los descendientes de la primera generación son heterocigotos para el gen insertado y deben cruzarse para producir un espécimen homocigoto. Las bacterias constan de una sola célula y se reproducen clonalmente, por lo que no es necesaria la regeneración. Se utilizan marcadores seleccionables para diferenciar fácilmente las células transformadas de las no transformadas.
Las células que han sido transformadas con éxito con el ADN contienen el gen marcador, mientras que las no transformadas no lo contienen. Cultivando las células en presencia de un antibiótico o producto químico que seleccione o marque las células que expresan ese gen, es posible separar las células modificadas de las no modificadas. Otro método de cribado consiste en utilizar una sonda de ADN que se adhiere únicamente al gen insertado. Estos marcadores suelen estar presentes en el organismo transgénico, aunque se han desarrollado varias estrategias que pueden eliminar el marcador seleccionable de la planta transgénica madura.

### Confirmación
Descubrir que un organismo recombinante contiene los genes insertados no suele ser suficiente para garantizar que se expresarán adecuadamente en los tejidos previstos. Para confirmar que un organismo contiene el nuevo gen se realizan pruebas adicionales mediante PCR, hibridación Southern y secuenciación del ADN. Estas pruebas también pueden confirmar la localización cromosómica y el número de copias del gen insertado. Una vez confirmados, también se utilizan métodos que buscan y miden los productos génicos (ARN y proteínas) para evaluar la expresión génica, la transcripción, los patrones de procesamiento del ARN y la expresión y localización de los productos proteicos. Entre ellos se incluyen la hibridación norte, la RT-PCR cuantitativa, el Western blot, la inmunofluorescencia, el ELISA y el análisis fenotípico. Cuando procede, se estudia la descendencia del organismo para confirmar que el transgén y el fenotipo asociado se heredan de forma estable.

## Inserción de genes dirigida
Los métodos tradicionales de ingeniería genética suelen insertar el nuevo material genético de forma aleatoria en el genoma del huésped. Esto puede perjudicar o alterar otros genes del organismo. Se desarrollaron métodos que insertaban el nuevo material genético en sitios específicos dentro del genoma de un organismo. Los primeros métodos de inserción de genes en determinados lugares del genoma se basaban en la recombinación homóloga (RH). Al crear construcciones de ADN que contienen una plantilla que coincide con la secuencia del genoma objetivo, es posible que los procesos de RH dentro de la célula inserten la construcción en el lugar deseado. El uso de este método en células madre embrionarias ha permitido desarrollar ratones transgénicos con knock out selectivo. También ha sido posible introducir genes o alterar los patrones de expresión génica.
Si se elimina un gen vital, puede resultar letal para el organismo. Para estudiar la función de estos genes, se utilizan recombinasas específicas de sitio (RES). Los dos tipos más comunes son los sistemas Cre-LoxP y Flp-FRT. La recombinasa Cre es una enzima que elimina ADN mediante recombinación homóloga entre secuencias de unión conocidas como sitios Lox-P. El sistema Flip-FRT funciona de forma similar, con la recombinasa Flip reconociendo secuencias FRT. Cruzando un organismo que contenga los sitios de recombinasa flanqueando el gen de interés con un organismo que exprese el RES bajo el control de promotores específicos de tejido, es posible eliminar o activar genes sólo en determinadas células. Esto también se ha utilizado para eliminar genes marcadores de animales transgénicos. Otras modificaciones de estos sistemas permitieron a los investigadores inducir la recombinación sólo en determinadas condiciones, lo que permitió eliminar o expresar genes en los momentos o estadios de desarrollo deseados.
La edición del genoma utiliza nucleasas artificiales que crean roturas específicas de doble cadena en los lugares deseados del genoma. Estas roturas están sujetas a procesos celulares de reparación del ADN que pueden aprovecharse para eliminar, corregir o insertar genes. Si existe un ADN donante que contenga la secuencia adecuada (homologías), el nuevo material genético que contenga el transgén se integrará en el lugar deseado con gran eficacia medianterecombinación homóloga. Hay cuatro familias de nucleasas diseñadas: meganucleasas, ZFN, nucleasas efectoras similares a activadores de transcripción (TALEN), las CRISPR/Cas (agrupadas regularmente interespaciadas cortas Repetición palindrómica/proteína asociada a CRISPR (p. ej.) CRISPR/Cas9) . Entre los cuatro tipos, TALEN y CRISPR/Cas son los dos más utilizados. Los últimos avances se han centrado en la combinación de varios sistemas para explotar las mejores características de ambos (por ejemplo, megaTAL, que es una fusión de un dominio de unión al ADN TALE y una meganucleasa). La investigación reciente también se ha centrado en el desarrollo de estrategias para eliminar o corregir genes sin crear roturas de doble cadena (editores de bases).

### Meganucleasas y nucleasas con dedos de zinc
Las meganucleasas se utilizaron por primera vez en 1988 en células de mamíferos. Las meganucleasas son endodesoxirribonucleasas que funcionan como enzimas de restricción con sitios de reconocimiento largos, lo que las hace más específicas para su sitio diana que otras enzimas de restricción. Esto aumenta su especificidad y reduce su toxicidad, ya que no se dirigen a tantos sitios dentro de un genoma. Las meganucleasas más estudiadas son las de la familia LAGLIDADG. Aunque las meganucleasas siguen siendo bastante susceptibles a la unión fuera del objetivo, lo que las hace menos atractivas que otras herramientas de edición de genes, su menor tamaño las hace atractivas sobre todo para las perspectivas de vectorización viral.
Las nucleasas de dedos de zinc (ZFN), utilizadas por primera vez en 1996, suelen crearse mediante la fusión de dominios de dedos de zinc y el dominio de nucleasa FokI. De este modo, las ZFN tienen la capacidad de escindir el ADN en los sitios diana. Mediante la ingeniería del dominio de dedo de zinc para apuntar a un sitio específico dentro del genoma, es posible editar la secuencia genómica en el lugar deseado. Los ZFN son más específicos, pero también pueden unirse a secuencias inespecíficas. Aunque para crear organismos modelo transgénicos es aceptable un cierto grado de escisión fuera del objetivo, podrían no ser óptimos para todos los tratamientos de terapia génica en humanos.

### TALEN y CRISPR
El acceso al código que rige el reconocimiento del ADN por parte de los efectores similares a activadores de la transcripción (TALE) en 2009 abrió el camino al desarrollo de una nueva clase de eficaces herramientas de edición génica basadas en TAL. Las TALE, proteínas secretadas por el patógeno vegetal Xanthomonas, se unen con gran especificidad a genes dentro de la planta huésped e inician la transcripción de los genes ayudando a la infección. La ingeniería de las TALE mediante la fusión del núcleo de unión al ADN con el dominio catalítico de la nucleasa FokI permitió crear una nueva herramienta de nucleasas de diseño, la nucleasa TALE (TALEN). Tienen una de las mayores especificidades de todas las nucleasas de ingeniería actuales. Debido a la presencia de secuencias repetidas, son difíciles de construir mediante procedimientos estándar de biología molecular y dependen de métodos más complicados, como la clonación Golden Gate.
En 2011, se desarrolló otra tecnología revolucionaria basada en los sistemas CRISPR/Cas (repetición palindrómica corta agrupada y regularmente interespaciada / proteína asociada CRISPR) que funcionan como un sistema inmunitario adaptativo en bacterias y arqueas. El sistema CRISPR/Cas permite a las bacterias y arqueas luchar contra los virus invasores cortando el ADN viral e insertando fragmentos de ese ADN en su propio genoma. A continuación, el organismo transcribe este ADN en ARN y combina este ARN con las proteínas Cas9 para realizar roturas de doble cadena en el ADN viral invasor. El ARN sirve de guía para dirigir la enzima Cas9 al punto correcto del ADN del virus. Al emparejar las proteínas Cas con un ARN guía diseñado, CRISPR/Cas9 puede utilizarse para inducir roturas de doble cadena en puntos específicos de las secuencias de ADN. La rotura es reparada por las enzimas de reparación del ADN celular, creando una pequeña mutación de tipo inserción/deleción en la mayoría de los casos. La reparación selectiva del ADN es posible proporcionando una plantilla de ADN donante que represente el cambio deseado y que (a veces) se utilice para la reparación de la rotura de doble cadena mediante recombinación homóloga. Más tarde se demostró que CRISPR/Cas9 puede editar células humanas en una placa. Aunque la primera generación carece de la especificidad de TALEN, la principal ventaja de esta tecnología es la simplicidad del diseño. También permite atacar varios sitios simultáneamente, lo que permite editar varios genes a la vez. CRISPR/Cpf1 es un sistema descubierto más recientemente que requiere un ARN guía diferente para crear roturas particulares de doble cadena (deja salientes al escindir el ADN) en comparación con CRISPR/Cas9.
CRISPR/Cas9 es eficaz en la alteración de genes. La creación de bebés resistentes al VIH por parte del investigador chino He Jiankui es quizá el ejemplo más famoso de alteración genética mediante este método. Es mucho menos eficaz en la corrección de genes. Se están desarrollando métodos de edición de bases en los que se utiliza una endonucleasa Cas 9 "muerta por nucleasa" o una enzima relacionada para la selección de genes, mientras que una enzima deaminasa vinculada realiza un cambio de base específico en el ADN. El perfeccionamiento más reciente de CRISPR-Cas9 se denomina Prime Editing. Este método combina una transcriptasa inversa con una nucleasa dirigida por ARN que sólo corta una cadena, pero no rompe la doble. Sustituye la porción de ADN próxima al corte por la acción sucesiva de la nucleasa y la transcriptasa inversa, introduciendo el cambio deseado a partir de una plantilla de ARN.